# Liste des sites classés et inscrits du Var

Le département de Var en rouge sur la carte

La liste des sites classés de Var présente les sites naturels classés du département de la Var. Au 20 mars 2013, ils sont au nombre de 57.

## Liste
| Site naturel classé                                                     | Description                                                               | Commune                                                                                    | Date du classement | Fiche DREAL ([PDF])   | Géolocalisation             | Autres labels     | Illustration |
| ----------------------------------------------------------------------- | ------------------------------------------------------------------------- | ------------------------------------------------------------------------------------------ | ------------------ | --------------------- | --------------------------- | ----------------- | ------------ |
| Gorges du Verdon                                                        |                                                                           | Pour la partie varoise : Aiguines, La Palud-sur-Verdon, Rougon, Trigance                   | 26 avril 1990      | « Fiche n°93C000001 » | 43° 45′ 32″ N, 6° 18′ 36″ E |                   |              |
| Massif de l'Esterel occidental                                          |                                                                           | Pour la partie varoise : Fréjus, Les Adrets-de-l'Estérel, Saint-Raphaël, Tanneron          | 3 janvier 1996     | « Fiche n°C93000002 » | 43° 30′ 00″ N, 6° 49′ 00″ E |                   |              |
| Les ruines de la forteresse du Grand Fraxinet                           |                                                                           | La Garde-Freinet                                                                           | 30 mai 1923        | « Fiche n°93C83001 »  | 43° 19′ 06″ N, 6° 27′ 55″ E |                   |              |
| Le pont des fées de Grimaud                                             |                                                                           | Grimaud                                                                                    | 23 avril 1924      | « Fiche n°93C83002 »  | 43° 16′ 41″ N, 6° 31′ 12″ E |                   |              |
| La grotte dite des Rampins                                              |                                                                           | Méounes-lès-Montrieux                                                                      | 23 avril 1924      | « Fiche n°93C83003 »  | 43° 16′ 01″ N, 5° 59′ 23″ E |                   |              |
| Les Grottes de Villecroze                                               |                                                                           | Villecroze                                                                                 | 23 avril 1924      | « Fiche n°93C83004 »  | 43° 35′ 06″ N, 6° 16′ 37″ E |                   |              |
| L'îlot et le fort de Brégançon                                          |                                                                           | Bormes-les-Mimosas                                                                         | 27 décembre 1924   | « Fiche n°93C83005 »  | 43° 05′ 36″ N, 6° 19′ 20″ E | Classé MH (1968)  |              |
| Les gorges de Chateaudouble                                             |                                                                           | Chateaudouble, Figanières                                                                  | 1er avril 1925     | « Fiche n°93C83006 »  |                             |                   |              |
| L'Ormeau sur la place publique de Ramatuelle                            |                                                                           | Ramatuelle                                                                                 | 20 juillet 1925    | « Fiche n°93C83007 »  |                             |                   |              |
| Le rocher dit La Roche Aiguille                                         |                                                                           | Ampus                                                                                      | 20 avril 1925      | « Fiche n°93C83008 »  |                             |                   |              |
| Groupe de deux pins                                                     |                                                                           | Cogolin                                                                                    | 20 octobre 1925    | « Fiche n°93C83009 »  |                             |                   |              |
| Le vieux château dit Le Couvent                                         |                                                                           | Bormes-les-Mimosas                                                                         | 18 janvier 1926    | « Fiche n°93C83010 »  |                             |                   |              |
| Le site des Orris                                                       |                                                                           | La Roquebrussanne                                                                          | 2 février 1926     | « Fiche n°93C83011 »  |                             |                   |              |
| La chapelle Saint-François-de-Paule de Bormes-les-Mimosas et ses abords |                                                                           | Bormes-les-Mimosas                                                                         | 13 juillet 1926    | « Fiche n°93C83012 »  | 43° 09′ 05″ N, 6° 20′ 40″ E | Classé MH (1926)  |              |
| La chapelle Notre-Dame de Constance                                     |                                                                           | Bormes-les-Mimosas                                                                         | 13 juillet 1926    | « Fiche n°93C83013 »  | 43° 09′ 23″ N, 6° 20′ 27″ E |                   |              |
| L'esplanade du château de Valbelle                                      |                                                                           | Tourves                                                                                    | 14 août 1926       | « Fiche n°93C83014 »  |                             |                   |              |
| L'île de Port-Cros                                                      |                                                                           | Hyères                                                                                     | 17 mars 1930       | « Fiche n°93C83015 »  | 43° 00′ 18″ N, 6° 23′ 55″ E |                   |              |
| Les blocs de grès siliceux                                              |                                                                           | Evenos                                                                                     | 3 novembre 1931    | « Fiche n°93C83016 »  |                             |                   |              |
| La chapelle Sainte-Anne et ses abords                                   |                                                                           | Saint-Tropez                                                                               | 6 juin 1932        | « Fiche n°93C83017 »  | 43° 15′ 27″ N, 6° 38′ 25″ E | Classé MH (1951)  |              |
| Le lac du Grand Laoutien                                                |                                                                           | La Roquebrussanne                                                                          | 23 août 1932       | « Fiche n°93C83018 »  | 43° 19′ 54″ N, 6° 00′ 32″ E |                   |              |
| Les ponts naturels de l'Argens et la grotte souterraine Saint-Michel    |                                                                           | Le Cannet-des-Maures, Vidauban                                                             | 21 octobre 1932    | « Fiche n°93C83019 »  |                             |                   |              |
| La source de la Guillandière et ses abords                              |                                                                           | Rougiers                                                                                   | 24 janvier 1934    | « Fiche n°93C83020 »  |                             |                   |              |
| Le site de la chapelle Notre-Dame-du-Revest                             |                                                                           | Esparron                                                                                   | 23 avril 1934      | « Fiche n°93C83021 »  | 43° 35′ 36″ N, 5° 50′ 23″ E | Inscrit MH (1926) |              |
| La place principale du Vieux Cannet                                     | église Saint-Michel et son parvis, façades des maisons entourant la place | Le Cannet-des-Maures                                                                       | 20 mai 1934        | « Fiche n°93C83022 »  | 43° 24′ 04″ N, 6° 20′ 55″ E | Classé MH (1862)  |              |
| La chapelle d'Orgnon et ses abords rocheux                              |                                                                           | Saint-Zacharie                                                                             | 22 mai 1934        | « Fiche n°93C83023 »  |                             |                   |              |
| La fontaine et le gros ormeau                                           |                                                                           | Mazaugues                                                                                  | 23 mai 1935        | « Fiche n°93C83024 »  |                             |                   |              |
| Le site des Sauts du Cabri                                              |                                                                           | Mazaugues                                                                                  | 23 mai 1935        | « Fiche n°93C83025 »  |                             |                   |              |
| La pierre d'Avenoun                                                     |                                                                           | Le Lavandou                                                                                | 18 juillet 1935    | « Fiche n°93C83026 »  | 43° 08′ 54″ N, 6° 22′ 09″ E |                   |              |
| Le pigeonnier féodal du Revest-les-Eaux et ses abords                   |                                                                           | Le Revest-les-Eaux                                                                         | 6 juin 1937        | « Fiche n°93C83027 »  |                             |                   |              |
| La tour de l'Horloge et ses abords                                      |                                                                           | Draguignan                                                                                 | 30 juillet 1937    | « Fiche n°93C83028 »  | 43° 32′ 23″ N, 6° 28′ 00″ E | Inscrit MH (1927) |              |
| La cascade dite "Saut du Capelan"                                       |                                                                           | La Motte                                                                                   | 2 août 1937        | « Fiche n°93C83029 »  |                             |                   |              |
| Le rivage du Lavandou                                                   | Pointe de Nard Viou                                                       | Le Lavandou                                                                                | 26 juillet 1938    | « Fiche n°93C83030 »  | 43° 08′ 21″ N, 6° 22′ 56″ E |                   |              |
| Le site des "pins penchés"                                              |                                                                           | Carqueiranne                                                                               | 27 juillet 1938    | « Fiche n°93C83031 »  |                             |                   |              |
| Le lac de Besse-sur-Issole                                              |                                                                           | Besse-sur-Issole                                                                           | 29 décembre 1938   | « Fiche n°93C83032 »  |                             |                   |              |
| Le plan d'eau et les terre-pleins du port de Saint-Tropez               | Port, quai et jetée                                                       | Saint-Tropez                                                                               | 5 janvier 1939     | « Fiche n°93C83033 »  | 43° 16′ 19″ N, 6° 38′ 16″ E |                   |              |
| L'église de Carqueiranne et ses abords                                  |                                                                           | Carqueiranne                                                                               | 12 mars 1941       | « Fiche n°93C83034 »  | 43° 05′ 45″ N, 6° 04′ 38″ E |                   |              |
| La chapelle dite du "Vieux Six Fours" et ses abords                     |                                                                           | Six-Fours-les-Plages                                                                       | 14 février 1944    | « Fiche n°93C83035 »  |                             |                   |              |
| Le bois du château de Saint-Martin-des-Pallières                        |                                                                           | Saint-Martin                                                                               | 30 mai 1944        | « Fiche n°93C83036 »  |                             |                   |              |
| Le château d'Entrecasteaux et son parc                                  |                                                                           | Entrecasteaux                                                                              | 5 octobre 1955     | « Fiche n°93C83037 »  | 43° 30′ 56″ N, 6° 14′ 35″ E | Inscrit MH (1988) |              |
| Les blocs de pierres attenant à la porte Sarrasine à Seillans           |                                                                           | Seillans                                                                                   | 11 mars 1963       | « Fiche n°93C83038 »  | 43° 38′ 12″ N, 6° 38′ 34″ E | Classé MH (1912)  |              |
| Le village de Bargème                                                   |                                                                           | Bargème                                                                                    | 20 avril 1964      | « Fiche n°93C83039 »  | 43° 43′ 47″ N, 6° 34′ 22″ E |                   |              |
| Le moulin des Serres et ses abords                                      |                                                                           | Le Muy                                                                                     | 7 février 1966     | « Fiche n°93C83040 »  |                             |                   |              |
| Le cap Bénat et le DPM correspondant                                    |                                                                           | Bormes-les-Mimosas La Londe-les-Maures                                                     | 23 juillet 1975    | « Fiche n°93C83041 »  | 43° 05′ 43″ N, 6° 21′ 43″ E |                   |              |
| L'île de Porquerolles et ses îlots                                      |                                                                           | Hyères                                                                                     | 5 mai 1988         | « Fiche n°93C83042 »  | 43° 00′ 02″ N, 6° 13′ 38″ E |                   |              |
| Le cap Sicié et ses abords                                              |                                                                           | La Seyne-sur-Mer, Six-Fours-les-Plages                                                     | 2 juin 1989        | « Fiche n°93C83043 »  | 43° 02′ 49″ N, 5° 51′ 31″ E |                   |              |
| Le rocher de Roquebrune                                                 |                                                                           | Le Muy, Roquebrune-sur-Argens                                                              | 6 juillet 1989     | « Fiche n°93C83044 »  | 43° 27′ 07″ N, 6° 36′ 01″ E |                   |              |
| Le mont Faron                                                           |                                                                           | Toulon                                                                                     | 1er février 1991   | « Fiche n°93C83045 »  | 43° 08′ 58″ N, 5° 57′ 04″ E |                   |              |
| Le massif du Baou des Quatre Oures                                      |                                                                           | Evenos, Ollioules, Toulon                                                                  | 20 mars 1992       | « Fiche n°93C83046 »  | 43° 09′ 50″ N, 5° 53′ 38″ E |                   |              |
| Les trois caps méridionaux de la presqu'île de Saint-Tropez             | cap Cartaya, cap Taillat, cap Lardier                                     | La Croix-Valmer, Ramatuelle                                                                | 6 mai 1995         | « Fiche n°93C83047 »  | 43° 10′ 07″ N, 6° 38′ 41″ E |                   |              |
| Le Littoral naturel entre Bandol et Saint-Cyr-sur-Mer et son DPM        |                                                                           | Bandol, Saint-Cyr-sur-Mer                                                                  | 5 mai 1995         | « Fiche n°93C83048 »  |                             |                   |              |
| Le vallon de l'abbaye du Thoronet                                       |                                                                           | Cabasse, Le Thoronet                                                                       | 19 décembre 2001   | « Fiche n°93C83049 »  | 43° 27′ 42″ N, 6° 15′ 52″ E |                   |              |
| Les terrasses d'Aiguebelle                                              |                                                                           | Le Lavandou                                                                                | 5 septembre 2005   | « Fiche n°93C83050 »  | 43° 08′ 55″ N, 6° 24′ 00″ E |                   |              |
| La corniche des Maures                                                  |                                                                           | Cavalaire-sur-Mer, Rayol-Canadel-sur-Mer                                                   | 7 septembre 2007   | « Fiche n°93C83052 »  |                             |                   |              |
| Massif du Coudon                                                        |                                                                           | La Farlède, La Garde, La Valette-du-Var, Le Revest-les-Eaux, Solliès-Toucas, Solliès-Ville | 27 décembre 2010   | « Fiche n°93C83053 »  |                             |                   |              |
| La presqu'île de Giens, l'étang et les salins des Pesquiers             |                                                                           | Hyères, La Londe-les-Maures                                                                | 27 décembre 2005   | « Fiche n°93C83051 »  | 43° 08′ 02″ N, 6° 08′ 27″ E |                   |              |
| Massif du Concors                                                       |                                                                           | Rians, Pourrières                                                                          | 23 août 2013       | « Fiche n°93C00003 »  |                             |                   |              |
| Le vieux Nans                                                           |                                                                           | Nans-les-Pins                                                                              | 24 août 2013       | « Fiche n°93C83054 »  |                             |                   |              |